# Pluto (manga)
Pluto (プルートウ Purūtō) là một loạt manga do Urasawa Naoki sáng tác và được xuất bản trên tờ Big Comic Original của Shogakukan từ năm 2003 đến 2009 với các chapters  thu vào 8 volumes tankōbon. Pluto được Urasawa sáng tác dựa theo bộ truyện tranh Tetsuwan Atomu (Astro Boy) của Tezuka Osamu, đoạn cốt truyện chính xác "The Greatest Robot on Earth" (地上最大のロボット Chijō saidai no robotto?) và tên gọi sau đoạn chief villain. Urasawa giải thích lại câu chuyện như những vụ hình sự bí ẩn hồi hộp với sự tham gia của Gesicht, một robot thám tử trinh thám Châu Âu (Europol) cố gắng giải quyết vụ việc của một chuỗi những cái chết của người và robot. Pluto với nội dung nói về cuộc điều tra của Gesicht, cậu bé người máy Atom, và nhiều người khác chống lại âm mưu sử dụng người máy hủy diệt Pluto để thống trị thế giới. Takashi Nagasaki đã ghi nhận như đồng tác giả của series. Macoto Tezuka, con trai của Osamu Tezuka đã giám sát series, và Tezuka Productions đã ghi lại như sự hợp tác.
Sau khi ra mắt công chúng Pluto đã nhận được đánh giá rất cao và nhận được một số giải thưởng quan trọng về manga ở Nhật Bản. Pluto chiến thắng giải Tezuka Osamu Cultural Prize lần IX, một giải thưởng xuất sắc (Excellence Prize) tại Japan Media Arts Festival lần VII, và Seiun Award 2010 cho hạng mục Best Comic (Manga xuất sắc nhất). Tại Pháp, manga Pluto thắng giải Intergenerational Award tại Angoulême International Comics Festival, và Prix Asie-ACBD award năm 2011. Loạt manga được cấp phép và phát hành tiếng Anh tại Bắc Mĩ bởi Viz Media, dưới tên gọi Pluto: Urasawa x Tezuka. Năm 2010, hơn 8.5 triệu volumes đã được bán hết.

## Nội dung
Pluto là một siêu phẩm manga với lớp nhân vật là những người máy có cảm xúc, suy nghĩ, sống chung với con người. Cốt truyện của Pluto xoay quanh những cuộc điều tra của Gesicht, một thanh tra người máy Đức làm việc cho tổ chức cảnh sát châu Âu Europol. Gesicht phải tập trung điều tra những vụ án mạng liên tục xảy ra với những người máy mạnh nhất, vốn là biểu tượng được yêu mến trên toàn thế giới. Trước tình cảnh đó, Gesicht một thanh tra người máy, vốn là một trong 7 người máy, đã đứng lên bảo vệ những người bạn của mình và tìm ra thủ phạm. Atom, cậu bé người máy duy nhất còn lại trong cuộc thảm sát người máy của Pluto, là nguồn hy vọng duy nhất để Gesicht tìm ra chân tướng sự việc và giúp ông chống lại Pluto. Điểm chung của những nạn nhân người máy này là họ đều từng phục vụ trong cuộc chiến ở Trung Đông nhằm tiêu diệt nhà nước độc tài ở đây. Lần lượt từng thành viên của đội người máy tham gia chiến tranh Trung Đông lần thứ 39 bị giết, người duy nhất còn lại là Atom, cậu bé người máy là nguồn hy vọng duy nhất để chống lại thủ phạm của các vụ án mạng, người máy hủy diệt Pluto. Trải qua cuộc điều tra, Gesicht cũng nhận ra rằng các người máy đã bị lừa khi tham gia cuộc chiến ở Trung Đông bởi một nguyên nhân hoàn toàn không có thực, và nhà nước Persia không hề độc tài mà chỉ là bình phong để hiệp chủng quốc Thracia nắm giữ vị thế của mình.

## Nhân vật
- Gesicht, thanh tra người máy Đức của Europol. Gesicht là một người máy có vẻ ngoài hoàn toàn giống con người, anh được chế tạo từ Zeronium, loại hợp kim bền vững nhất thế giới.
- Mont-Blanc, người máy miền núi, niềm tự hào của Thụy Sĩ với sức mạnh và sự gần gũi với con người. Mont-Blanc là thành viên đầu tiên của nhóm người máy tham chiến ở Trung Đông bị giết.
- North #2, người máy phục vụ Scotland. Với sáu cánh tay máy, North #2 được chế tạo nhằm mục đích duy nhất là hủy diệt đối phương, tuy nhiên North #2 lại là người yêu thích âm nhạc và xin làm việc cho một nhà soạn nhạc khó tính.
- Brando, người máy chiến đấu Thổ Nhĩ Kỳ. Brando cùng vợ, cũng là một người máy, nhận nuôi rất nhiều con là những người bình thường. Nghề nghiệp sau chiến tranh của Brando là tham gia các cuộc thi đấu biểu diễn với các người máy khác.
- Heracles, người máy chiến đấu Hy Lạp. Cũng như Brando, sau khi chiến tranh Trung Đông kết thúc Heracles tham gia thi đấu biểu diễn.
- Epsilon, người máy Úc có sức mạnh lượng tử nhưng lại có vẻ ngoài hiền lành và luôn tránh tham gia chiến tranh. Epsilon là người máy hàng đầu thế giới duy nhất không tham gia chiến tranh Trung Đông, thay vào đó anh lập ra một trại trẻ mồ côi để nuôi dưỡng những trẻ mồ côi nạn nhân của cuộc chiến này.
- Atom, cậu bé người máy Nhật Bản có sức mạnh vô địch. Atom chính là nhân vật chính của bộ truyện Tetsuwan Atomu. Cậu cũng là người máy hàng đầu thế giới duy nhất sống sót sau cái chết của các người máy khác.
- Uran, cô bé người máy Nhật Bản, em gái của Atom và là người máy có giác quan và cảm giác như con người.
- Tiến sĩ Tenma, nhà khoa học thiên tài Nhật Bản, người tạo ra Atom.
- Tiến sĩ Ochanomizu, nhà khoa học Nhật Bản, người tạo ra Uran và đảm nhận việc chăm sóc Atom sau khi Tenma ra đi.
- Tiến sĩ Abra, nhà khoa học Ba Tư người tạo ra đội ngũ người máy chiến đấu cho viên độc tài.
- Pluto, người máy hủy diệt, thủ phạm các vụ giết hại người máy khác.

## Giải thưởng
Pluto đã được trao giải cho manga xuất sắc tại Hội chợ Nghệ thuật truyền thông Nhật Bản năm 2005. Cũng trong năm này bộ truyện đã được nhận giải thưởng cao quý Giải Văn hóa Tezuka Osamu, giải thưởng mà Urasawa từng được trao cho bộ truyện Monster.